# Heidi Pelttariová
Heidi Marianne Pelttariová (* 2. srpna 1985 Tampere) je bývalá finská hokejistka. Hrála na postu obránce.
Pelttariová původně začala hrát hokej v Ylöjärvi. Na mistrovství světa 2005 a olympiádě v Turíně prohrála s týmem Finska v zápasech o bronzovou medaili. S týmem Ilves, kde hrála od roku 2001, se stala po dvou stříbrných letech v roce 2006 mistryní Finska.
Na podzim 2006 odešla studovat na University of Minnesota Duluth v USA, kde také hraje v týmu Bulldogs. S ním také v roce 2008 vyhrála univerzitní soutěž NCAA. Na mistrovství světa v roce 2007 opět zůstalo pro finský tým jen čtvrté místo. Bronzové medaile z mistrovství světa se Pelttariová dočkala v roce 2008.